# Vladimir de Cracovia
Vladimir, (en polaco: Włodzimierz; fallecido en 1241) fue voivoda de Cracovia durante el reinado de Enrique II el Piadoso.
La antigua historiografía polaca decía que Vladimir provenía de la noble familia Gryfici de la Pequeña Polonia y era hermano de los anteriores voivodas de Cracovia: Marco y Teodoro. Actualmente se cree que Vladimir era más bien un descendiente de la familia Duninowie emparentada con los Gryfici, y que derivaba de Pedro Wlostowic.
Fue castellano de Brzesko (mencionado entre 1232-1234) y Oświęcim (mencionado en 1238). En 1238 se convirtió en voivoda de la provincia de Cracovia y tenía el gobierno real en el distrito de Cracovia, en ausencia del duque Enrique el Piadoso. En 1241, junto con el castellano de Cracovia Clemente comando al ejército polaco en la batalla de Chmielnik, donde ambos murieron. El hermano de Vladimir, Sulislao fue muerto ese mismo año en la batalla de Liegnitz.